# Johan Wikander
Johan Gustaf Wikander, född den 15 maj 1850 i Örebro, död den 2 maj 1925 i Stockholm, var en svensk militär.
Wikander blev underlöjtnant vid Närkes regemente 1869. Han avlade avgångsexamen från Gymnastiska centralinstitutet 1872 och från Krigshögskolan 1876. Wikander blev löjtnant i regementet 1875, vid generalstaben 1880, kapten vid generalstaben 1882, i regementet 1886, major vid generalstaben 1890, överstelöjtnant i armén 1894, vid generalstaben 1895, och överste i armén 1897. Han var chef för Kronobergs regemente 1898–1905 samt generalmajor och chef för VI. arméfördelningen 1905–1910. Wikander var adjutant och överadjutant hos kung Oskar II 1888–1907. Han författade en mängd tidskriftsartiklar. Wikander invaldes som ledamot av Krigsvetenskapsakademien 1889. Han blev riddare av Svärdsorden 1889, kommendör av andra klassen av samma orden 1900 och kommendör av första klassen 1904.